# Aguila (Schiff, 1917)
Die Aguila (II) war ein 1917 in Dienst gestelltes Passagierschiff der britischen Reederei Yeoward Line, das Passagiere, Fracht und Post zwischen Großbritannien, Portugal und Spanien beförderte. Am 19. August 1941 wurde die Aguila vor der südirischen Küste von einem deutschen U-Boot versenkt. 157 Menschen kamen ums Leben.

## Das Schiff
Das 3.255 BRT große Passagier- und Frachtschiff Aguila wurde auf der Werft Caledon Shipbuilding & Engineering Company im schottischen Dundee gebaut und lief am 12. September 1916 vom Stapel. Die Fertigstellung zog sich bis zum November 1917 hin. Die Aguila war 96,1 Meter lang und 13,5 Meter breit. Sie konnte 150 Passagiere in der Ersten Klasse aufnehmen. Sie war das bis dahin größte Schiff ihrer Reederei und wurde erst 1922 von der 3445 BRT großen Alondra übertroffen. Die Dreifachexpansions-Dampfmaschine, die einen einzelnen Propeller antrieb, leistete 395 nominale Pferdestärken und beschleunigte den Dampfer auf 12,5 Knoten (23,15 km/h).
Das Schiff wurde für die 1894 gegründete, in Liverpool ansässige Reederei Yeoward Line gebaut, die ursprünglich nur Obst importierte, seit 1900 aber einen regelmäßigen Passagier- und Frachtverkehr von Liverpool nach Spanien, Portugal und den Kanarischen Inseln unterhielt. Die Namen der Schiffe der Yeoward Line begannen alle mit einem A. Der Schornstein war schwarz und zeigte einen rotumrandeten gelben Streifen mit dem Buchstaben Y. Sie war das zweite Schiff der Yeoward Line namens Aguila. Die erste Aguila war im Ersten Weltkrieg von demselben U-Boot wie die Falaba versenkt worden, wobei acht Menschen umgekommen waren.

## Versenkung
Am Mittwoch, dem 13. August 1941 legte die Aguila mit 91 Passagieren, 397 Postsäcken und 1.288 Tonnen Fracht zu einer weiteren Überfahrt von Liverpool nach Gibraltar und Lissabon ab. Sie war ein Teil des aus 21 Schiffen bestehenden Geleitzuges OG-71 und hatte den Konvoi-Kommandanten, Vize-Admiral Patrick Edward Parker, und weitere fünf Männer des Begleitkommandos an Bord. Der Konvoi wurde von sechs Korvetten und zwei Zerstörern der Royal Navy begleitet. Daneben waren 71 Besatzungsmitglieder und fünf Artilleristen zur Verteidigung des Schiffs an Bord (insgesamt 173 Menschen). Das Kommando hatte Kapitän Arthur Firth. Südwestlich des Fastnet-Felsens an der Südküste Irlands wurde der westwärts fahrende Konvoi frühmorgens am Dienstag, dem 19. August, von U 201 gesichtet. U 201 war ein deutsches U-Boot des Typs VII C, das sich unter dem Kommando von Kapitänleutnant Adalbert Schnee auf Feindfahrt befand.
Um 4.06 Uhr schoss Schnee eine Salve von vier Torpedos auf den Konvoi ab. Zwei von ihnen schlugen in einen Tanker ein, der dritte in den Frachtdampfer Ciscar. Der vierte traf die Aguila, die innerhalb von 90 Sekunden unterging. In der kurzen Zeit konnte das Schiff nicht evakuiert werden. Admiral Parker, vier Mitglieder seines Stabes, 58 Besatzungsmitglieder, fünf Artilleristen und 89 Passagiere starben (insgesamt 157 Menschen).

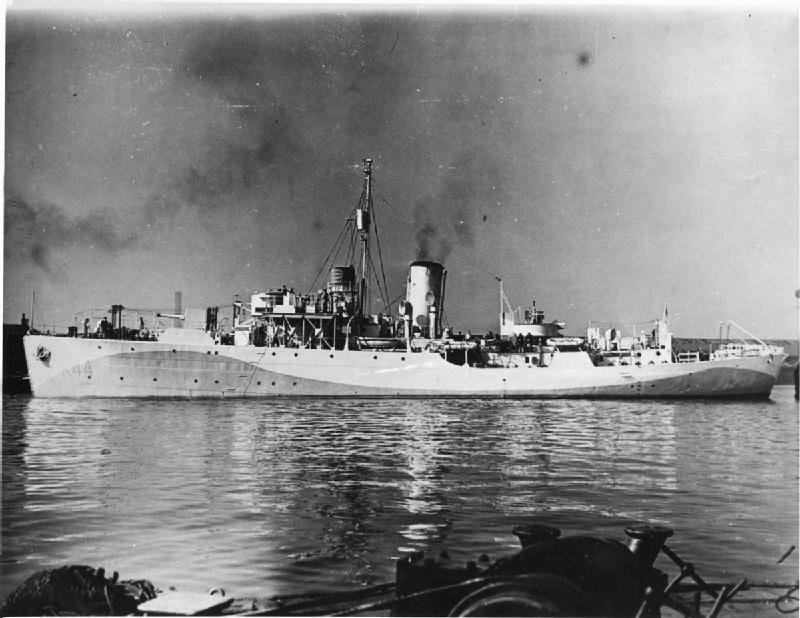
Die Flower-Klasse Korvette Wallflower hat zehn Überlebende gerettet

Kapitän Firth, sechs Besatzungsmitglieder, ein Mitglied des Stabes und zwei Passagiere wurden von der Korvette Wallflower unter der Führung von Lieut. Commander Ismay James Tyson aufgenommen und nach Gibraltar gebracht. Sechs weitere Besatzungsmitglieder wurden von dem kleinen Schlepper Empire Oak aus demselben Konvoi aufgenommen, der jedoch drei Tage später von U 564 versenkt wurde, wobei alle sechs ums Leben kamen. Der Konvoi OG-71 verlor insgesamt acht Schiffe und fast 400 Menschenleben, bevor er Gibraltar erreichte. Auch zwei seiner Begleitschiffe, der Zerstörer Bath und die Korvette Zinnia, wurden versenkt.
Die Yeoward Line arrangierte die Rückkehr der zehn Überlebenden nach England auf ihrem Dampfer Avoceta, der am 17. September 1941 in Lissabon nach Liverpool auslief. Am 26. September wurde aber auch dieses Schiff von einem deutschen U-Boot versenkt, 123 Menschen starben. Kapitän Firth war unter den Überlebenden. Unter den Passagieren der Aguila auf der letzten Fahrt waren 21 Frauen des britischen Marinedienstes Women’s Royal Naval Service (WRNS), die sich freiwillig für den Dienst als Telefonistinnen in Gibraltar gemeldet hatten, sowie eine Krankenschwester des Queen Alexandra’s Royal Naval Nursing Service, Kate Ellen Gribble. Von ihnen überlebte keine die Versenkung. Ihnen zu Ehren wurde ein Rettungsboot der Royal National Lifeboat Institution, das am 28. Juni 1952 vom Stapel lief, auf den Namen Aguila Wren getauft.
Das Wrack der Aguila liegt auf der Position 49° 23′ N, 17° 56′ W.